# Žiga Cerar
Žiga Cerar nació el 27 de abril de 1978, en Liubliana, Eslovenia. Comenzó a tocar el violín a la edad de ocho años, en la Escuela Musical Sturm Franco en Liubliana. Continuó sus estudios musicales en una escuela secundaria de música en Liubliana. Después de graduarse de la escuela secundaria, fue aceptado en la Universidad "Mozarteum" de Salzburgo, Austria. 
Žiga ha ganado numerosos premios en competiciones nacionales e internacionales. Durante sus estudios, asistió regularmente a diversas escuelas de verano y numerosos seminarios con distinguidos profesores. 
Entre 2002 y 2004, Ziga fue miembro de la Orquesta de Cámara de Colonia y recorrió varias ciudades europeas. 
Žiga Cerar es miembro de algunas orquestas de cámara. Fue el fundador del Octeto de cuerda Octissimo, que ha hecho muchos conciertos en Eslovenia y en el extranjero. 
Desde 2004, Ziga, toca en la Orquesta Filarmónica de Eslovenia.
En 2009 representó a Eslovenia como miembro de la banda Quartissimo con la solista Martina Majerle, interpretando la canción Love Symphony.